# トラス

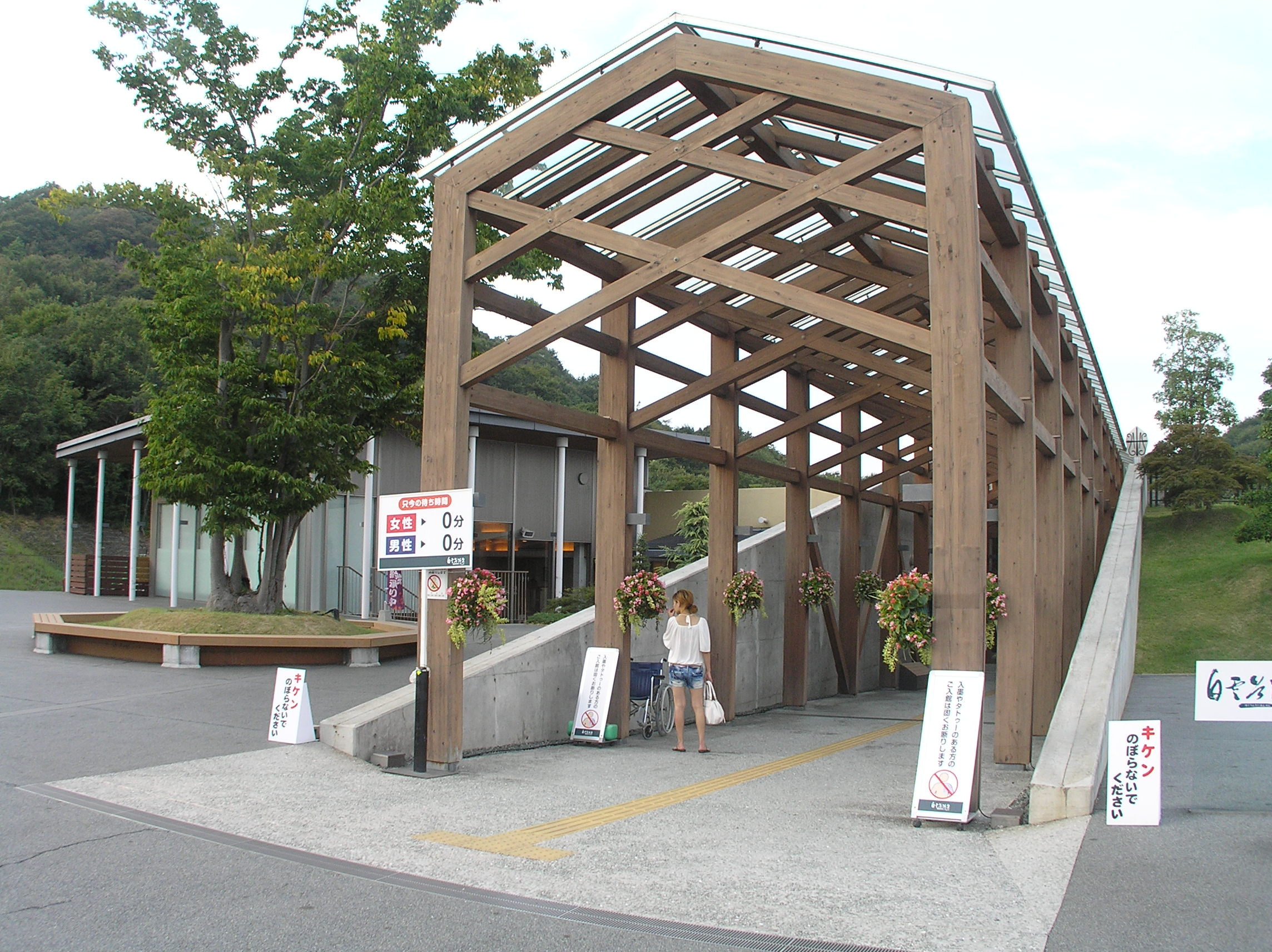
木造トラス構造を採用した構造物（白雲谷温泉入口）

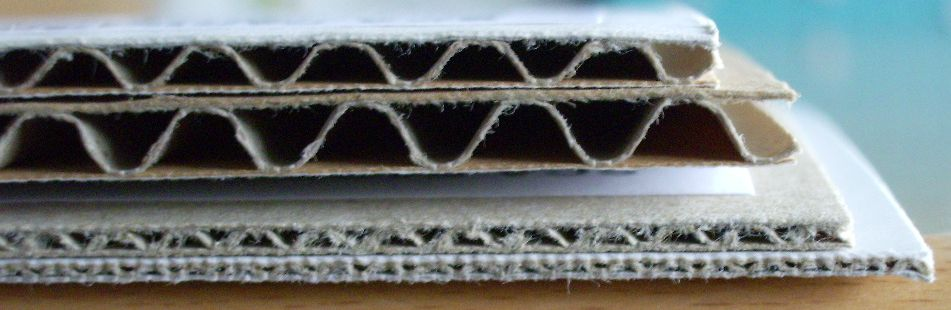
段ボールの断面。3枚の厚紙でトラス構造を成す。

トラス（英: truss）は、三角形を基本単位としてその集合体で構成する構造形式。結構ともいう。

## 概要
構造形式のひとつで、部材の節点をピン接合（自由に回転する支点）とし、三角形を基本にして組んだ構造である。材質としては木材や鋼鉄が使われることが多い。
構造計算のさいに節点をピン接合とみなして理想化する場合でも、実際の構造物で純粋なピン接合とすることは少なく、節点が事実上剛接合に近いものも多い。その一方で、「トラスらしさ」を強調するために機械のジョイントを思わせるディテールを敢えて用いるといった意匠上の工夫がなされることもある。さらに理想化して考える場合は、部材のたわみなどを無視して簡単化するために部材及び接合部を剛体とみなし、解析する。接合部に注目する方法と、特定の部材の反力を求める方法とがある。
比較すべき構造概念として、部材を剛接合したラーメン構造、部材を線ではなく面ととらえる壁式構造、曲げモーメントを圧縮力に変換するアーチ構造などが挙げられる。
用途として主なものは、土木では鉄塔や橋梁（トラス橋）、建築では小屋組や、三次元的なトラス（立体トラス）によるドーム、最近ではローラーコースターのレールなどにも使われている。また、クレーンのブーム、自転車のフレーム、オートバイのフレームなど機械でも金属のトラスが用いられることは多い。
トラスでは接合部で引っ張りや圧縮の力は伝達できるが、曲げモーメントは伝達できない。このため、基本的に筋交いなどを入れた三角形の形状でなければ、骨組みを構成できない。

## ゼロ力部材
解析した結果、反力が働いていない部材が存在することがある。これは文字通りゼロ力部材などと呼ばれるが、それでも必要なのは、突風による風圧など予期せぬ荷重がかかったときに全体が倒壊することがないようにするためである。

## システムトラス
屋内・屋外の各種イベント会場で用いられる仮設の構造物にシステムトラスがある。フランジ連結式とクランプ連結式がある。

## セルリエトラス

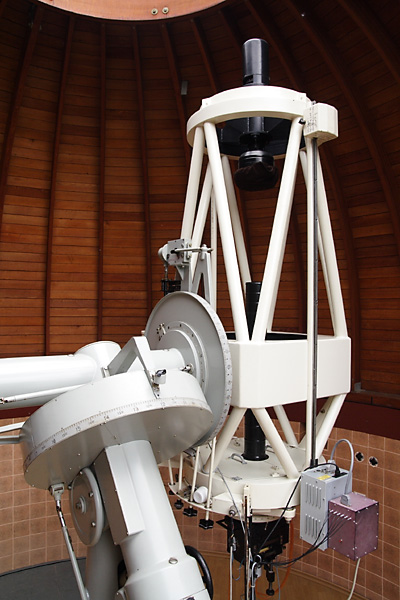
ワルシャワ近くのOstrowikにあるカール・ツァイス製カセグレン式望遠鏡の セルリエトラス

セルリエトラスとは望遠鏡に使用されている管を組み合わせた構造体である。1935年に技術者のマルク・U・セルリエ（Mark U. Serrurier）によってパロマ山の200インチヘール望遠鏡の為に設計されたもので、望遠鏡の姿勢が変化しても、主鏡と副鏡が同一の光軸を維持するようになっている。トラスの上部には引張力が働き、下部には圧縮力が働く。赤道儀の場合にはトラスは2方向に変形するが、経緯台の場合の変形は1方向である。
セルリエトラスの例:

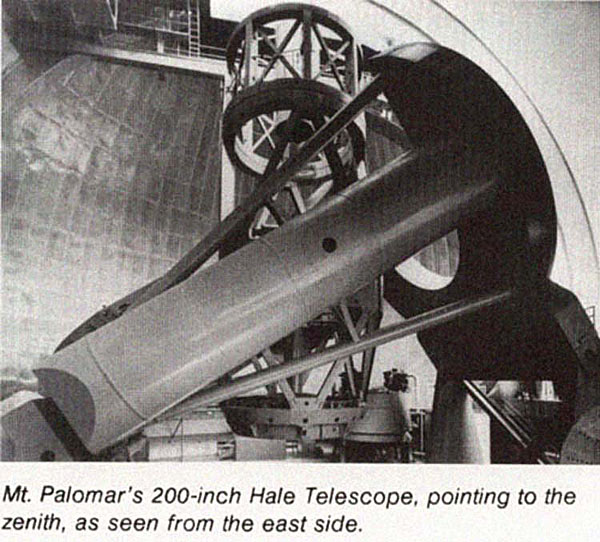
200インチ（5メートル）ヘール望遠鏡
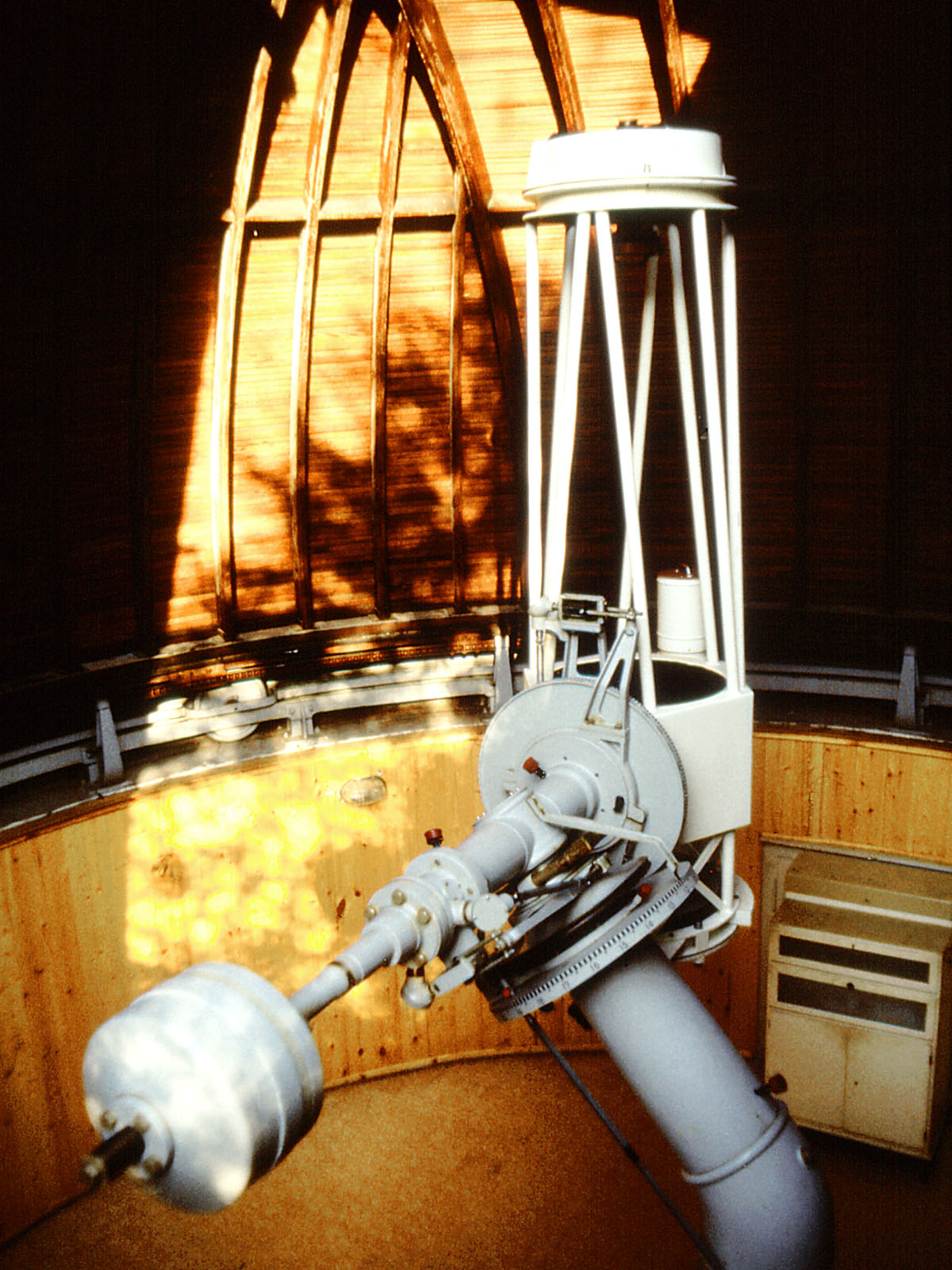
イエナの50センチメートル望遠鏡
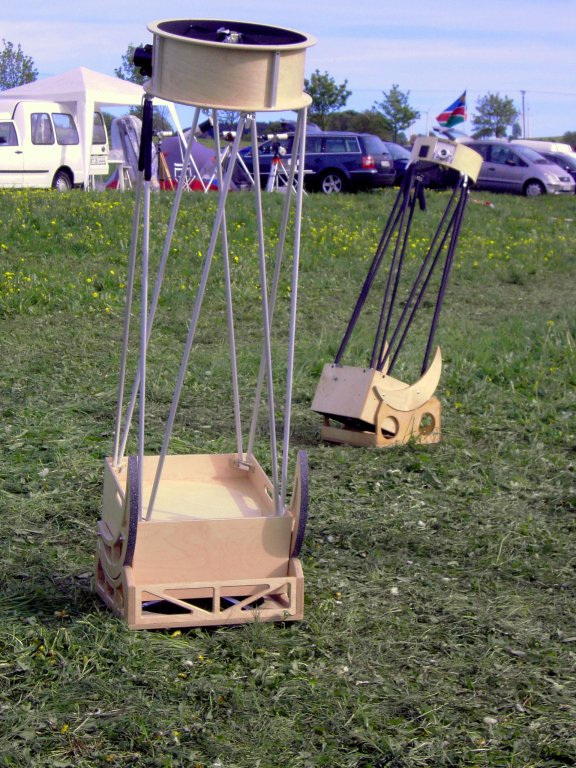
シングルトラスのドブソニアン
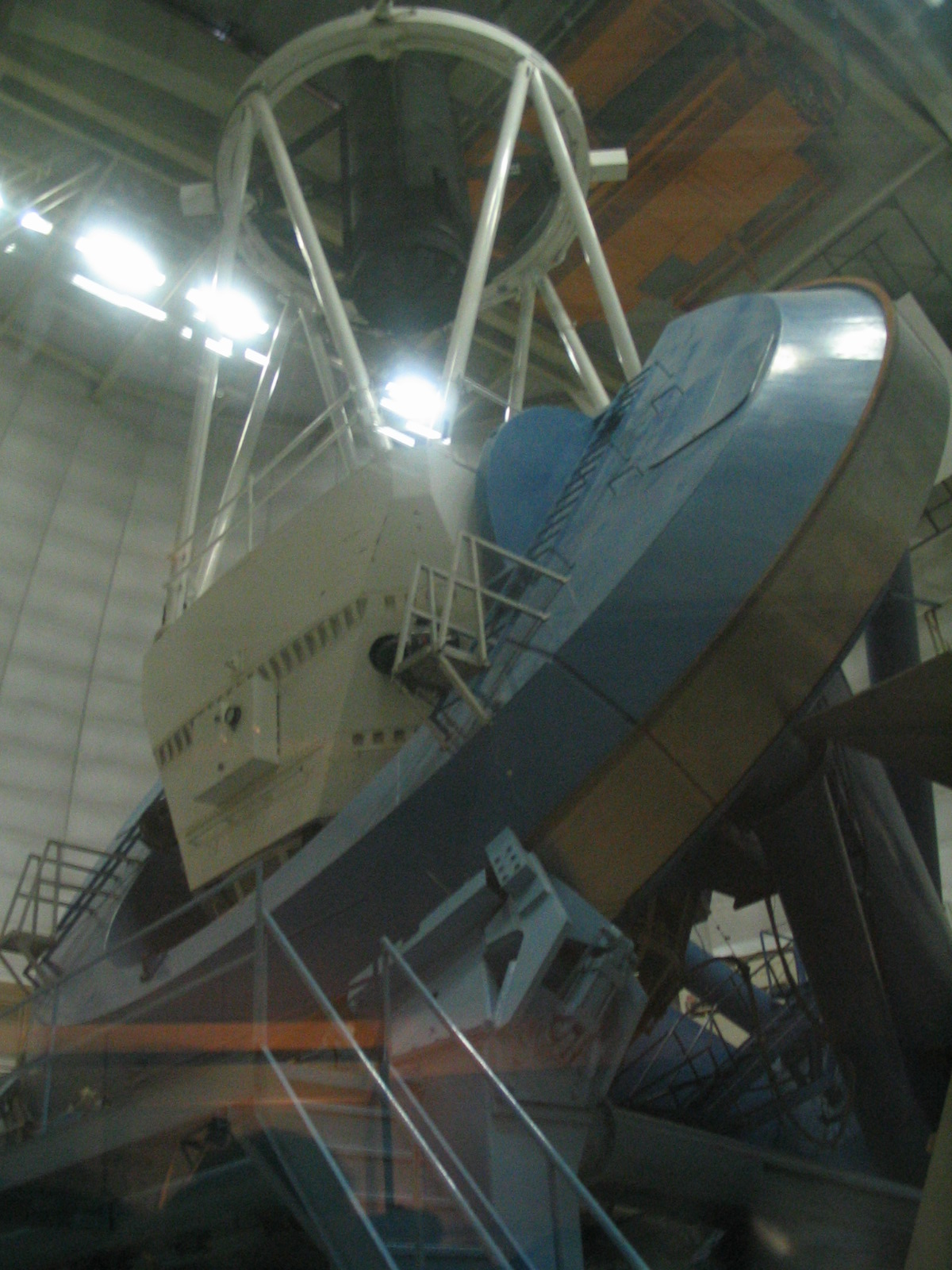
Mayall望遠鏡のセルリエトラス

## 関連文献
- 荒井政大「やさしい材料力学 第4回：トラス」『日本機械学会誌』第122巻第1205号、日本機械学会、2019年、38-39頁、doi:10.1299/jsmemag.122.1205_38。